# Sabarat
Sabarat – miejscowość i gmina we Francji, w regionie Oksytania, w departamencie Ariège.
Według danych na rok 1990 gminę zamieszkiwały 304 osoby, a gęstość zaludnienia wynosiła 32 osoby/km² (wśród 3020 gmin regionu Midi-Pyrénées Sabarat plasuje się na 763. miejscu pod względem liczby ludności, natomiast pod względem powierzchni na miejscu 1128.).